# Djan Madruga

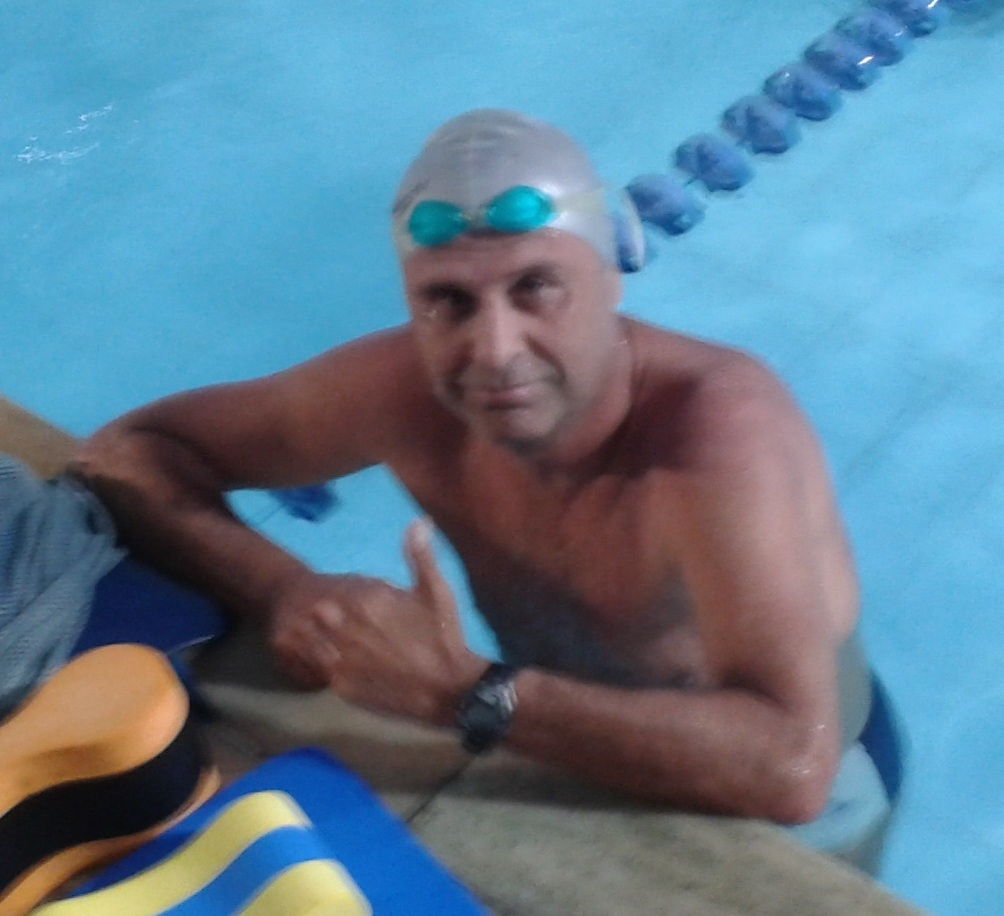
Djan Madruga (2015)

Djan Garrido Madruga (* 7. Dezember 1958 in Santos, São Paulo) ist ein brasilianischer Schwimmer. Er gewann bei Olympischen Spielen eine Bronzemedaille und bei Panamerikanischen Spielen fünf Silber- und sechs Bronzemedaillen.

## Karriere
Djan Madruga nahm 1975 an den Weltmeisterschaften in Cali teil und schied über 1500 Meter Freistil als 11. der Vorläufe aus. Drei Monate später belegte er bei den Panamerikanischen Spielen in Mexiko-Stadt den vierten Platz über 200 Meter Freistil und gewann über 400 und 1500 Meter Freistil jeweils die Bronzemedaille hinter zwei Schwimmern aus den Vereinigten Staaten. Die brasilianische 4-mal-200-Meter-Freistilstaffel mit Djan Madruga, José Namorado, Paul Jovanneau und Rômulo Arantes erreichte ebenfalls den dritten Platz hinter den Staffeln aus den Vereinigten Staaten und aus Kanada.
Bei den Olympischen Spielen 1976 in Montreal siegten über 1500 Meter Freistil mit Brian Goodell vor Bobby Hackett zwei Schwimmer aus den Vereinigten Staaten vor dem Australier Stephen Holland. Diese drei Schwimmer lagen im Ziel 2,26 Sekunden auseinander. 15 Sekunden hinter Holland belegte Djan Madruga den vierten Platz. Zwei Tage nach dem Finale über 1500 Meter Freistil fand das Finale über 400 Meter Freistil statt. Auch hier siegten mit Brian Goodell und Tim Shaw zwei Schwimmer aus den Vereinigten Staaten, Dritter wurde Wolodymyr Raskatow aus der Sowjetunion. 1,42 Sekunden nach Raskatow schlug Madruga als Vierter vor Stephen Holland an.
Bei den Weltmeisterschaften 1978 in West-Berlin verpasste Madruga den Finaleinzug über 400 Meter Freistil als Neunter der Vorläufe. Über 1500 Meter Freistil erreichte er den Endlauf, gab aber auf. Im Jahr darauf bei den Panamerikanischen Spielen 1979 in San Juan erschwamm Madruga drei Silber- und drei Bronzemedaillen. Über 400 und 1500 Meter Freistil gewann er jeweils Silber hinter Brian Goodell. Über 200 Meter Freistil und über 200 Meter Rücken wurde er Dritter hinter zwei Schwimmern aus den Vereinigten Staaten. Die 4-mal-200-Meter-Staffel mit Cyro Delgado, Djan Madruga, Jorge Fernandes und Marcus Mattioli gewann Silber hinter der US-Staffel, die 4-mal-100-Meter-Staffel mit Cyro Delgado, Djan Madruga, Marcus Mattioli und Rômulo Arantes wurde Dritte hinter den Staffeln aus den Vereinigten Staaten und aus Kanada. Bei der Universiade in Mexiko-Stadt siegte Madruga über 400 Meter Lagen und gewann Silber über 200 Meter Rücken.
Auch bei den Olympischen Spielen 1980 in Moskau war Madruga für sechs Wettbewerbe gemeldet, trat aber über 200 Meter Freistil und 200 Meter Rücken nicht an. Madruga absolvierte seinen ersten Start über 1500 Meter Freistil, als 14. der Vorläufe verpasste er den Endlauf deutlich. Die sowjetische 4-mal-200-Meter-Staffel siegte mit fünf Sekunden Vorsprung auf die Staffel aus der DDR, 0,7 Sekunden dahinter erschwammen Jorge Fernandes, Marcus Mattioli, Cyro Delgado und Djan Madruga die Bronzemedaille vor den Schweden. Über 400 Meter Freistil belegte Madruga hinter drei Schwimmern aus der Sowjetunion den vierten Platz, wobei er 0,2 Sekunden nach dem Drittplatzierten anschlug. Schließlich erreichte Madruga auch das Finale über 400 Meter Lagen und schlug als Fünfter an hinter zwei Schwimmern aus der Sowjetunion und zwei Ungarn.
1981 nahm Madruga an der Universiade in Bukarest teil. Er gewann Silber über 400 Meter Freistil und über 200 Meter Rücken und belegte den dritten Platz über 200 Meter Freistil sowie mit beiden Freistilstaffeln. Bei den Weltmeisterschaften 1982 in Guayaquil gelang Madruga weder über 200 noch über 400 Meter Freistil der Finaleinzug, die brasilianische 4-mal-200-Meter-Freistilstaffel belegte den siebten Platz. Im Jahr darauf bei den Panamerikanischen Spielen in Caracas gewannen beide Freistilstaffeln Silber hinter den Staffeln aus den Vereinigten Staaten. In der 4-mal-100-Meter-Freistilstaffel schwammen Ronald Menezes, Jorge Fernandes, Djan Madruga und Cyro Delgado. Die 4-mal-200-Meter-Freistilstaffel trat mit Madruga, Marcelo Jucá, Delgado und Fernandes an. Bei den Olympischen Spielen 1984 in Los Angeles starteten die beiden Staffeln mit den gleichen Schwimmern wie 1983, erreichten aber beide nicht das Finale. Madruga trat auch über 200 Meter Rücken an, als Vierter des B-Finales wurde er 12. der Gesamtwertung.
Djan Madruga studierte in den Vereinigten Staaten an der Indiana University Bloomington und schwamm für deren Sportteam die Indiana Hoosiers. Seit 1990 schwimmt er bei Masters-Wettkämpfen mit. Er betreibt seine eigene Schwimmschule.